# Vittorio Giannini
Vittorio Giannini (* 19. Oktober 1903 in Philadelphia/Pennsylvania; † 28. November 1966 in New York City) war ein US-amerikanischer Komponist italienischer Abstammung.

## Leben
Giannini entstammt einer musikalischen Familie, seine Eltern waren der Tenor Ferruccio Giannini (1868–1948) und die Geigerin Antonietta Briglia. Sein Vater kam im Alter von 17 Jahren in die Vereinigten Staaten, wo er eine Familie gründete und eine Operntruppe ins Leben rief. Er hatte zumindest zwei Schwestern, Dusolina Giannini, die eine berühmte Sopranistin werden sollte, und Eufemia Giannini-Gregory, später eine angesehene Gesangslehrern, die unter anderem Judith Blegen, Frank Guarrera und Anna Moffo unterrichtete.
Giannini besuchte schon als Schüler aufgrund eines Stipendiums ab 1913 das Konservatorium in Mailand. 1917 kehrte er nach New York City zurück und studierte von 1925 bis 1930 an der Juilliard School of Music Komposition bei Rubin Goldmark und Violine bei Hans Letz. Mit seinem Lied Tell Me, Oh Blue, Blue Sky (1927), das später von Mario Lanza auf Platte aufgenommen wurde, verzeichnete er erste kompositorische Erfolge. Von 1932 bis 1936 hielt er sich in Europa auf, u. a. als Stipendiat an der American Academy in Rome. Seine ersten Opern Lucedia und The Scarlet Letter erlebten ihre Premieren in Deutschland und wurden von Richard Strauss gefördert. 1939 ließ er sich in New York nieder, unterrichtete an der Juilliard School, ab 1941 der Manhattan School of Music und ab 1956 am Curtis Institute. Zuletzt lehrte als erster Direktor an der University of North Carolina School of the Arts. Zu seinen Schülern zählten u. a. John Corigliano, Nicolas Flagello und Thomas Pasatieri.
Giannini komponierte neben Opern vier Sinfonien, weitere Orchesterwerke, Chorwerke und Klavierstücke. Am bekanntesten wurde seine Oper The Taming of the Shrew (Der Widerspenstigen Zähmung, 1953). In seinen frühen Werken finden sich Einflüsse des italienischen Verismo. Ausgehend von Brahms und Fauré lässt sich sein Stil als neoromantisch beschreiben.

## Werke

### Werke für Orchester
- 1935 Symphony "In memoriam Theodore Roosevelt"
- 1950 Symphony no. 1 "Sinfonia"
- 1953 Divertimento no. 1
- 1955 Prelude and Fugue
- 1961 Divertimento no. 2
- 1964 Symphony no. 5

### Werke für Blasorchester
- 1958 Preludium and Allegro for Symphonic Band
- 1958 Symphony No. 3
  1. Allegro energico
  2. Adagio
  3. Allegretto
  4. Allegro con brio
- 1963 Fantasia for Band
- 1964 Variations and Fugue
- 1966 Dedication Overture

### Vokalwerke
- 1922 Stabat mater für gemischten Chor (SATB) und Orchester
- 1927 Tell Me, O Blue, Blue Sky für Sopran-Solo und Orchester
- 1937 Requiem für Chor und Orchester
- 1937 Triptych für Sopran-Solo, Chor und Streicher
- 1942 Sing to My Heart a Song für Tenor-Solo und Orchester
- 1960 The Medead for soprano, voices and orchestra
- 1962 Antigone for soprano, voices and orchestra
- 1963 Psalm 130 for bass/cello and orchestra

### Bühnenwerke
- 1934 Lucedia Oper – Libretto: Karl Flaster
- 1938 The Scarlet Letter Oper – Libretto: Karl Flaster nach Nathaniel Hawthorne
- 1953 The Taming of the Shrew – Der Widerspenstigen Zähmung Oper in 3 Akten – nach dem gleichnamigen Stück von William Shakespeare
- 1966 Servant of Two Masters Oper – Libretto: B. Stambler nach Carlo Goldoni

### Werke für Orgel
- 1937 Organ Concerto

### Werke für Klavier
- 1935 Piano Concerto
- 1947 Variations on a Cantus firmus
- 1963 Piano Sonata